# Kernstad van Japan
Kernsteden (Japans: 中核市, chūkaku-shi) zijn Japanse steden die voldoen aan de bepalingen voorzien in artikel 252, § 22 van de Japanse wet op lokaal zelfbestuur.
Om het statuut van kernstad te krijgen, moet een stad voldoen aan volgende voorwaarden:
1. De stad moet minstens 300.000 inwoners hebben
2. Als de stad minder dan 500.000 inwoners heeft, moet haar oppervlakte minstens 100 km² zijn.

Een stad kan het statuut van kernstad verkrijgen na een aanvraag van de stad en na de goedkeuring van de gemeenteraad van de stad en van de prefectuur.
Kernsteden verkrijgen hierdoor verschillende bevoegdheden die anders door de prefecturale overheid worden uitgeoefend.

## Lijst van kernsteden
Eind 2013 hadden de volgende 41 steden het statuut van Kernstad.
| Regio    | Prefectuur | Kernstad     | Benoeming                   | Opmerkingen |
| -------- | ---------- | ------------ | --------------------------- | --- |
| Hokkaido | Hokkaido   | Asahikawa    | 1 april 2000                | |
| Hokkaido | Hokkaido   | Hakodate     | 1 oktober 2005              | Was een speciale stad tot 30 september 2005                                                                              |
| Tōhoku   | Aomori     | Aomori       | 1 oktober 2006              | |
| Tōhoku   | Iwate      | Morioka      | 1 april 2008                | Was een speciale stad tot 31 maart 2008                                                                                  |
| Tōhoku   | Akita      | Akita        | 1 april 1997                | |
| Tōhoku   | Fukushima  | Kōriyama     | 1 april 1997                | |
| Tōhoku   | Fukushima  | Iwaki        | 1 april 1999                | |
| Kantō    | Tochigi    | Utsunomiya   | 1 april 1996                | |
| Kantō    | Gunma      | Maebashi     | 1 april 2009                | Was een speciale stad tot 31 maart 2009                                                                                  |
| Kantō    | Gunma      | Takasaki     | 1 april 2011                | Was een speciale stad tot 31 maart 2011                                                                                  |
| Kantō    | Saitama    | Kawagoe      | 1 april 2003                | |
| Kantō    | Chiba      | Funabashi    | 1 april 2003                | |
| Kantō    | Chiba      | Kashiwa      | 1 april 2008                | |
| Kantō    | Kanagawa   | Yokosuka     | 1 april 2001                | |
| Chūbu    | Toyama     | Toyama       | (1 april 1996) 1 april 2005 | Het statuut van de stad werd hernieuwd na de aanhechting van de gemeenten Ōsawano, Ōyama, Yatsuo, Fuchū, Yamada, Hosoiri |
| Chūbu    | Ishikawa   | Kanazawa     | 1 april 1996                | |
| Chūbu    | Nagano     | Nagano       | 1 april 1999                | |
| Chūbu    | Gifu       | Gifu         | 1 april 1996                | |
| Chūbu    | Aichi      | Toyota       | 1 april 1998                | |
| Chūbu    | Aichi      | Toyohashi    | 1 april 1999                | |
| Chūbu    | Aichi      | Okazaki      | 1 april 2003                | |
| Kansai   | Shiga      | Ōtsu         | 1 april 2009                | Was een speciale stad tot 31 maart 2009                                                                                  |
| Kansai   | Osaka      | Takatsuki    | 1 april 2003                | |
| Kansai   | Osaka      | Toyonaka     | 1 april 2012                | Was een speciale stad tot 31 maart 2012                                                                                  |
| Kansai   | Osaka      | Higashiōsaka | 1 april 2005                | |
| Kansai   | Hyōgo      | Himeji       | 1 april 1996                | |
| Kansai   | Hyōgo      | Nishinomiya  | 1 april 2008                | |
| Kansai   | Hyōgo      | Amagasaki    | 1 april 2009                | Was een speciale stad tot 31 maart 2009                                                                                  |
| Kansai   | Nara       | Nara         | 1 april 2002                | |
| Kansai   | Wakayama   | Wakayama     | 1 april 1997                | |
| Chūgoku  | Okayama    | Kurashiki    | 1 april 2002                | |
| Chūgoku  | Hiroshima  | Fukuyama     | 1 april 1998                | |
| Chūgoku  | Yamaguchi  | Shimonoseki  | 1 oktober 2005              | Was een speciale stad tot 30 september 2005. Shimonoseki heeft het laagste bevolkingsaantal van de speciale steden       |
| Shikoku  | Kagawa     | Takamatsu    | 1 april 1999                | |
| Shikoku  | Ehime      | Matsuyama    | 1 april 2000                | |
| Shikoku  | Kochi      | Kōchi        | 1 april 1998                | |
| Kyūshū   | Fukuoka    | Kurume       | 1 april 2008                | Was een speciale stad tot 31 maart 2008                                                                                  |
| Kyūshū   | Nagasaki   | Nagasaki     | 1 april 1997                | |
| Kyūshū   | Oita       | Ōita         | 1 april 1997                | |
| Kyūshū   | Miyazaki   | Miyazaki     | 1 april 1998                | |
| Kyūshū   | Kagoshima  | Kagoshima    | 1 april 1996                | |

### Toekomstige kernsteden
| - Kawaguchi - Koshigaya - Tokorozawa - Matsudo - Ichikawa | - Hachiōji - Machida - Fujisawa - Ichinomiya - Yokkaichi | - Hirakata - Suita - Naha |

## Voormalige kernsteden
- Shizuoka werd een decretaal gedesigneerde stad in 2005
- Sakai werd een decretaal gedesigneerde stad op 1 april 2006
- Niigata werd een decretaal gedesigneerde stad op 1 april 2007
- Hamamatsu werd een decretaal gedesigneerde stad op 1 april 2007
- Okayama werd een decretaal gedesigneerde stad op 1 april 2009
- Sagamihara werd een decretaal gedesigneerde stad op 1 april 2010
- Kumamoto werd een decretaal gedesigneerde stad op 1 april 2012